# Serrara Fontana
Serrara Fontana község (comune) Olaszország Campania régiójában, Nápoly megyében,.

## Fekvése
Ischia szigetének délnyugati részén fekszik. Határai: Barano d’Ischia és Forio.

## Története
Két, korábban önálló település egyesítése során jött létre, az Epomeo lábainál, mintegy 400 m magasságban a tengerszint felett. Fontana település nevét a területén található bővízű forrás után kapta, amelyet a 17. században felszámoltak. A település területét már az ókorban lakták. Serrara település nevének jelentése hegyvidék, 1641-ben alapították.

## Népessége
A népesség számának alakulása:

## Főbb látnivalói
Főbb látnivalói: a Santa Maria la Sacra-templom (épült 1374-ben), Sant’Angelo-templom valamint az Epomeo-hegy.